# 尖头风毛菊
尖头风毛菊（学名：Saussurea malitiosa）为菊科风毛菊属的植物，是中国的特有植物。分布于蒙古以及中国大陆的青海、甘肃等地，生长于海拔3,500米的地区，多生长在山坡，目前尚未由人工引种栽培。